# Мухаммед Гюмюшкая
Мухаммед Гюмюшкая (тур. Muhammed Gümüşkaya, нар. 1 січня 2001, Стамбул) — турецький футболіст, півзахисник бельгійського клубу «Вестерло». На умовах оренди грає на батьківщині за «Самсунспор».

## Ігрова кар'єра
Народився 1 січня 2001 року в місті Стамбул. Вихованець футбольної школи клубу «Фенербахче». Дорослу футбольну кар'єру розпочав 2018 року в основній команді того ж клубу, в якій провів два сезони, взявши участь в одному матчі чемпіонату. 
Протягом 2020—2021 років на правах оренди грав за «Болуспор», а у 2022 році — за «Гіресунспор».

## Статистика виступів

### Статистика клубних виступів
| Сезон             | Команда           | Чемпіонат         | Чемпіонат | Чемпіонат | Національний кубок | Національний кубок | Національний кубок | Континентальні кубки | Континентальні кубки | Континентальні кубки | Інші змагання | Інші змагання | Інші змагання | Усього | Усього | Усього |
| Сезон             | Команда           | Ліга              | Ігор      | Голів     | Ліга               | Ігор               | Голів              | Ліга                 | Ігор                 | Голів                | Ліга          | Ігор          | Голів         | Ігор   | Голів  |        |
| ----------------- | ----------------- | ----------------- | --------- | --------- | ------------------ | ------------------ | ------------------ | -------------------- | -------------------- | -------------------- | ------------- | ------------- | ------------- | ------ | ------ | ------ |
| 2019–20           | «Фенербахче»      | ЧТ                | 1         | 0         | КТ                 | 3                  | 0                  |                      | -                    | -                    |               | -             | -             | 4      | 0      |        |
| 2020–21           | «Болуспор»        | 1L                | 20        | 4         | КТ                 | 2                  | 0                  |                      | -                    | -                    |               | -             | -             | 22     | 4      |        |
| 2021–22           | «Фенербахче»      | ЧТ                | 7         | 0         | КТ                 | 0                  | 0                  | ЛЄ                   | 5                    | 1                    |               | -             | -             | 12     | 0      |        |
| Усього за кар'єру | Усього за кар'єру | Усього за кар'єру | 28        | 4         |                    | 5                  | 0                  |                      | 5                    | 0                    |               | -             | -             | 38     | 4      |        |

## Титули і досягнення
- Переможець Ісламських ігор солідарності: 2022